# BMW 600
El BMW 600 fou un microcotxe de quatre places produït per BMW des de mitjans de 1957 fins a novembre de 1959. Parcialment basat en la Isetta de BMW, va ser el primer BMW de la postguerra en tenir quatre places. No va ser un gran èxit de vendes, però va començar el procés de disseny per al seu successor amb molt més èxit, el BMW 700.

## Concepte, disseny i enginyeria
BMW necessitava ampliar la seva gamma de models, però no tenien els recursos per desenvolupar un cotxe completament nou amb un motor totalment nou. Per tant, utilitza la Isetta com a punt d'inici per a un nou període d'un cotxe de quatre places econòmic.
Com a resultat, el 600 va utilitzar la suspensió davantera i la porta davantera de la Isetta. La suspensió posterior semi independent, era un disseny multibraç va ser la primera vegada que BMW va utilitzar aquest sistema.
Una caixa de canvis manual de quatre velocitats era l'estàndard, encara que una transmissió saxomat semiautomàtica estava disponible. El 600 tenia una velocitat màxima d'aproximadament 100 km/h
L'accés als seients del darrere era per una porta convencional en el costat dret del vehicle. Amb la necessitat de portar a quatre persones, una suspensió posterior diferent, i un motor més gran, fou dissenyat un xassís nou amb travessers de secció recta de tub d'acer..

## A l'Argentina
La firma Metalmecánica SAIC, sota la marca De Carlo, va instal·lar a l'Argentina, una planta de muntatge amb llicencia BMW. Un total de 1413 unitats van veure la llum de la versió argentina del BMW 600.